# ROW 1964 Rybnik
ROW 1964 Rybnik – polski klub piłkarski powstały w 1964 roku w Rybniku i występujący w IV lidze.

## Historia i opis klubu
KS ROW Rybnik został założony 6 sierpnia 1964 roku w wyniku fuzji Klubu Sportowego „Górnik 23” Chwałowice i Rybnickiego Klubu Sportowego „Górnik”. Stanowisko przewodniczącego objął Jerzy Kucharczyk, dyrektor Rybnickiego Zjednoczenia Przemysłu Węglowego. Klub szybko rozwinął się, stając się jednym z czołowych ośrodków sportowych w Polsce. Początkowo składał się z 13 sekcji: piłkarskiej (m.in. Eugeniusz Lerch, Edward Lorens, Piotr Piekarczyk), żużlowej (m.in. Antoni Woryna, Andrzej Wyglenda, Stanisław Tkocz), gimnastycznej, narciarskiej (m.in. Jan Legierski, Stanisław Kawulok, Erwin Fiedor, Apoloniusz Tajner), dżudo, koszykarskiej, siatkarskiej, szermierskiej, lekkoatletycznej (Eugeniusz Stacha, Czesław Mojżysz, Mirosław Żerkowski, Jacek Bednarek), podnoszenia ciężarów, szachowej, tenisa stołowego oraz żeglarskiej.
W 1966 roku, pod przewodnictwem Tadeusza Oczko, dyrektora kopalni Chwałowice, powstała sekcja piłki nożnej. W sezonie 1966/67 drużyna zwyciężyła w śląskiej grupie III ligi, a kolejny sezon przyniósł awans do najwyższej klasy rozgrywkowej po zajęciu drugiego miejsca. Pierwszy rok w I lidze zakończył się spadkiem do II ligi, ale sezon 1969/70 przyniósł powrót do ekstraklasy.
Sezon 1972/73 zakończył się sukcesem dla drużyny, która zajęła siódme miejsce w I lidze. W kolejnym sezonie ROW Rybnik utrzymał się w lidze, kończąc rozgrywki w środku tabeli. Sezon 1974/75 był mieszany; pomimo dobrego startu, drużyna zakończyła sezon z 26 punktami, pozostając w I lidze. W Pucharze Polski ROW Rybnik dotarł do finału, eliminując m.in. Legię Warszawa i Górnik Zabrze. Kolejne sezony były trudne, a w sezonie 1976/77 drużyna spadła do II ligi. 
Po spadku do II ligi klub nie zdołał wrócić do ekstraklasy, a najlepsi zawodnicy odchodzili. Sezon 1977/78 przyniósł piąte miejsce w II lidze, a kolejne sezony były coraz trudniejsze. W sezonie 1982/83 klub spadł do III ligi. Następny sezon przynosił nadzieję na awans, ale drużyna nie zdołała pokonać Ślęzy Wrocław, a pod koniec lat 80. sekcja piłki nożnej została rozwiązana.
W 2003 roku na bazie występującego w klasie okręgowej klubu RKS Energetyk Rybnik, reaktywowano piłkarski ROW, który pod szyldem KS Energetyk ROW Rybnik stopniowo piął się w górę rozgrywek ligowych. Po latach niebytu, w sezonie 2011/2012 ROW Rybnik wrócił na piłkarską mapę Polski, awansując do II ligi zachodniej. 
W sezonie 2012/2013 ROW awansował do I ligi, ale nie zdołał się w niej utrzymać. Po spadku do II ligi kolejne sezony były pełne wzlotów i upadków, lecz drużynie zielono-czarnych udawało się utrzymać stabilną pozycję. Dzięki aktywności kibiców, klub w czerwcu 2015 powrócił do oryginalnej nazwy „KS ROW 1964 Rybnik”. Sezon 2018/2019 przyniósł jednak spadek do III ligi grupy 3, a w sezonie 2020/2021 drużyna spadła do IV ligi śląskiej. Od sezonu 2021/2022 ROW grał w IV lidze śląskiej w grupie II (południowej). 

## Stadion
ROW domowe mecze rozgrywa na Stadionie MOSiR przy ul. Gliwickiej 72 w Rybniku. Dane techniczne obiektu:
- pojemność stadionu: 10 304 miejsc (siedzące)
- oświetlenie: 1200 lux
- wymiary boiska: 105 × 68 m[4]

## Sukcesy klubu
Do największych sukcesów klubu można zaliczyć następujące osiągnięcia:
- uczestnictwo przez 7 sezonów w rozgrywkach dzisiejszej Ekstraklasy (198 meczów - 50 zwycięstw, 65 remisów, 83 przegrane)
- występowanie przez 9 sezonów na poziomie rozgrywkowym obecnej I ligi (270 meczów - 109 zwycięstw, 85 remisów, 76 porażek)
- czterokrotne reprezentowanie Polski na arenie międzynarodowej w rozgrywkach o Puchar Intertoto
- występ w finale Pucharu Polski w 1975 r., ulegając w nim po rzutach karnych Stali Rzeszów.

## Znani piłkarze
W klubie występowało wielu uznanych piłkarzy, m.in. Eugeniusz Lerch, Piotr Mowlik, Henryk Wieczorek, Andrzej Frydecki, Stanisław Sobczyński, Edward Lorens, Piotr Mandrysz, Piotr Piekarczyk.
Barwy klubu reprezentowali lub reprezentują też tacy zawodnicy jak: Marcin Malinowski, Bogdan Prusek, Jarosław Tkocz, Marek Kubisz, Michał Podolak, Roman Skorupa czy Marcin Wodecki.

## Poszczególne sezony
| Sezon     | Rozgrywki ligowe | Rozgrywki ligowe                        | Rozgrywki ligowe | Puchar Polski (rozgrywki centralne) | Uwagi                                                                                 |
| Sezon     | Liga             | Liga                                    | Miejsce          | Puchar Polski (rozgrywki centralne) | Uwagi                                                                                 |
| --------- | ---------------- | --------------------------------------- | ---------------- | ----------------------------------- | ------------------------------------------------------------------------------------- |
| 1964/1965 | III              | Liga okręgowa (gr. Katowice – podgr. B) | 6/12             | 1/8 finału                          |                                                                                       |
| 1965/1966 | III              | brak danych                             | brak danych      | 1/16 finału                         |                                                                                       |
| 1966/1967 | III              | III liga (gr. I)                        | 1/16             | –                                   |                                                                                       |
| 1967/1968 | II               | II liga                                 | 2/16             | –                                   |                                                                                       |
| 1968/1969 | I                | I liga                                  | 14/14            | 1/16 finału                         |                                                                                       |
| 1969/1970 | II               | II liga                                 | 1/16             | I runda                             |                                                                                       |
| 1970/1971 | I                | I liga                                  | 13/14            | 1/4 finału                          |                                                                                       |
| 1971/1972 | II               | II liga                                 | 1/16             | 1/8 finału                          | 2. miejsce w grupie Pucharu Intertoto                                                 |
| 1972/1973 | I                | I liga                                  | 7/14             | 1/16 finału                         |                                                                                       |
| 1973/1974 | I                | I liga                                  | 7/16             | 1/16 finału                         | 1. miejsce w grupie Pucharu Intertoto                                                 |
| 1974/1975 | I                | I liga                                  | 14/16            | finał                               | Do finału Pucharu Polski dotarł zespół rezerw, pierwsza drużyna odpadła w 1/8 finału. |
| 1975/1976 | I                | I liga                                  | 11/16            | 1/16 finału                         | 1. miejsce w grupie Pucharu Intertoto                                                 |
| 1976/1977 | I                | I liga                                  | 16/16            | 1/16 finału                         | 4. miejsce w grupie Pucharu Intertoto faza grupowa Pucharu Ligi                       |
| 1977/1978 | II               | II liga (gr. południowa)                | 5/16             | 1/16 finału                         |                                                                                       |
| 1978/1979 | II               | II liga (gr. zachodnia)                 | 7/16             | II runda                            |                                                                                       |
| 1979/1980 | II               | II liga (gr. zachodnia)                 | 12/16            | III runda                           |                                                                                       |
| 1980/1981 | II               | II liga (gr. zachodnia)                 | 10/16            | III runda                           |                                                                                       |
| 1981/1982 | II               | II liga (gr. zachodnia)                 | 12/16            | III runda                           |                                                                                       |
| 1982/1983 | II               | II liga (gr. zachodnia)                 | 13/16            | II runda                            |                                                                                       |
| 1983/1984 | III              | III liga (gr. V)                        | 3/14             | III runda                           |                                                                                       |
| 1984/1985 | III              | III liga (gr. V)                        | 2/16             | –                                   | Puchar Polski Katowickiego OZPN                                                       |
| 1985/1986 | III              | III liga (gr. VI)                       | 3/16             | I runda                             |                                                                                       |
| 1986/1987 | III              | III liga (gr. VI)                       | 6/16             | –                                   |                                                                                       |
| 1987/1988 | III              | III liga (gr. VI)                       | 2/16             | –                                   |                                                                                       |
| 1988/1989 | III              | III liga (gr. VI)                       | 3/16             | –                                   | Puchar Polski Katowickiego OZPN                                                       |
| 1989/1990 | III              | III liga (gr. III)                      | 16/20            | I runda                             |                                                                                       |
| 1990/1991 | III              | III liga (gr. V)                        | 16/16            | –                                   |                                                                                       |
| 1991/1992 | IV               | IV liga (gr. śląska I)                  | 16/16            | –                                   | Klub wycofał się z rozgrywek po 17 kolejce.                                           |
|           |                  |                                         |                  |                                     |                                                                                       |
| 2003/2004 | V                | Liga okręgowa (gr. Katowice III)        | 1/16             | –                                   | Jako Energetyk ROW Rybnik                                                             |
| 2004/2005 | IV               | IV liga (gr. śląska II)                 | 2/16             | –                                   | Jako Energetyk ROW Rybnik                                                             |
| 2005/2006 | IV               | IV liga (gr. śląska II)                 | 3/16             | –                                   | Jako Energetyk ROW Rybnik                                                             |
| 2006/2007 | IV               | IV liga (gr. śląska II)                 | 5/16             | –                                   | Jako Energetyk ROW Rybnik                                                             |
| 2007/2008 | IV               | IV liga (gr. śląska II)                 | 2/16             | –                                   | Jako Energetyk ROW Rybnik                                                             |
| 2008/2009 | IV               | III liga (gr. opolsko-śląska)           | 9/16             | –                                   | Jako Energetyk ROW Rybnik                                                             |
| 2009/2010 | IV               | III liga (gr. opolsko-śląska)           | 5/15             | –                                   | Jako Energetyk ROW Rybnik                                                             |
| 2010/2011 | IV               | III liga (gr. opolsko-śląska)           | 1/16             | –                                   | Jako Energetyk ROW Rybnik                                                             |
| 2011/2012 | III              | II liga (gr. zachodnia)                 | 13/18            | –                                   | Jako Energetyk ROW Rybnik                                                             |
| 2012/2013 | III              | II liga (gr. zachodnia)                 | 1/18             | Runda przedwstępna                  | Jako Energetyk ROW Rybnik                                                             |
| 2013/2014 | II               | I liga                                  | 17/18            | Runda przedwstępna                  | Jako Energetyk ROW Rybnik                                                             |
| 2014/2015 | III              | II liga                                 | 5/18             | 1/16 finału                         | Jako Energetyk ROW Rybnik                                                             |
| 2015/2016 | III              | II liga                                 | 13/18            | I runda                             | Jako ROW 1964 Rybnik                                                                  |
| 2016/2017 | III              | II liga                                 | 11/18            | I runda                             | Jako ROW 1964 Rybnik                                                                  |
| 2017/2018 | III              | II liga                                 | 12/18            | I runda                             | Jako ROW 1964 Rybnik                                                                  |
| 2018/2019 | III              | II liga                                 | 16/18            | I runda                             | Jako ROW 1964 Rybnik                                                                  |
| 2019/2020 | IV               | III liga (grupa III)                    | 14/18            | Runda wstępna                       | Jako ROW 1964 Rybnik                                                                  |
| 2020/2021 | IV               | III liga (grupa III)                    | 17/19            | –                                   | Jako ROW 1964 Rybnik                                                                  |
| 2021/2022 | V                | IV liga (gr. śląska II)                 | 11/16            | –                                   | Jako ROW 1964 Rybnik                                                                  |
| 2022/2023 | V                | IV liga (gr. śląska II)                 | 10/16            | –                                   | Jako ROW 1964 Rybnik                                                                  |
| 2023/2024 | V                | IV liga (gr. śląska II)                 | 10/16            | –                                   | Jako ROW 1964 Rybnik                                                                  |
| 2024/2025 | V                | IV liga (grupa śląska)                  | 5/20             | –                                   | Jako ROW 1964 Rybnik                                                                  |

| Poziom ligowy | Liczba sezonów | Sezony                                                |
| ------------- | -------------- | ----------------------------------------------------- |
| I             | 7              | 1968/1969, 1970/1971, 1972-1977                       |
| II            | 10             | 1967/1968, 1969/1970, 1971/1972, 1977–1983, 2013/2014 |
| III           | 17             | 1964–1967, 1983–1991, 2011–2013, 2014–2019            |
| IV            | 9              | 2004–2011, 2019–2021                                  |
| V             | 5              | 2003/2004, 2021–                                      |